# São Romão (província)
San Romão (em castelhano: San Román) é uma província do Peru na região de Puno com capital em Juliaca. Possui 2 278 quilômetros quadrados. De acordo com o censo de 2017, havia 307 417 habitantes. Divide-se em quatro distritos: Cabana, Cabanillas, Caracoto e Juliaca.